# La Femme qui boit
Pour plus de détails, voir Fiche technique et Distribution.
La Femme qui boit est un film québécois réalisé par Bernard Émond, sorti en 2001.

## Synopsis
Femme issue d’un quartier ouvrier de Montréal, Paulette maintenant devenue vieille, était une femme qui boit. Elle se remémore toute sa jeunesse, comment elle a voulu se sortir de sa condition et comment elle est tombée amoureuse. Elle voulait vivre dignement et elle a tout perdu. Elle se souvient de la cuite qui, à quarante-six ans, lui a tout fait perdre. 

## Fiche technique
Source : IMDb et Films du Québec
- Titre original : La Femme qui boit
- Réalisation : Bernard Émond
- Scénario : Bernard Émond
- Musique : Pierre Desrochers
- Direction artistique : André-Line Beauparlant
- Décors : Diane Gauthier
- Costumes : Sophie Lefebvre
- Maquillage : Kathryn Casault
- Coiffure : Réjean Forget
- Photographie : Jean-Claude Labrecque
- Son : Marcel Chouinard, Hugo Brochu, Martin Allard, Hans Peter Strobl, Luc Boudrias
- Montage : Louise Côté
- Production : Bernadette Payeur
- Société de production : Association coopérative de productions audio-visuelles (ACPAV)
- Sociétés de distribution : Christal Films, Les Films Séville, Lionsgate Films
- Budget : 1,7 million $ CA
- Pays de production :  Canada
- Tournage : 20 mars au 21 avril 2000
- Langue originale : français
- Format : couleur
- Genre : drame psychologique
- Durée : 91 minutes
- Dates de sortie :
  - Canada : 15 février 2001 (première en ouverture des 19es Rendez-vous du cinéma québécois à Montréal)
  - Canada : 9 mars 2001 (sortie en salle au Québec)
  - Canada : août 2001 (DVD)

## Distribution
- Élise Guilbault : Paulette Bordeleau
- Luc Picard : Frank Labelle
- Michel Forget : Joseph « Joe » Belley
- Fanny Mallette : Paulette, jeune
- Laurent Lacoursière : René
- Gilles Renaud : Gilbert Brunelle
- Lise Castonguay : Yvonne, la sœur de Paulette
- Alexandrine Agostini : Aline
- Roch Aubert : policier
- Denys Chapdeleine : ami de Belley
- Normand Bissonnette : Buchanen
- Alain Gendreau : un pompier (voix)
- Denis Gravereaux : invité
- Sylvain Marcel : homme de main
- Marie-Hélène Montpetit : religieuse
- Marc Paquet : bellboy
- Patrice Robitaille : joueur de cartes
- Julie Saint-Pierre : femme incendie

## Récompenses et distinctions

### Récompenses
- 2001 : Festival international du film de langue française de Namur, Bayard d'or pour la meilleure actrice : Élise Guilbault
- 2002 :
  - Prix Génie de la meilleure actrice : Élise Guilbault
  - Prix Jutra de la meilleure actrice : Élise Guilbault, pour le rôle de Paulette

### Nominations
- 2001 : Festival international du film de langue française de Namur, Bayard d'or pour le meilleur film francophone : Bernard Émond
- Prix Génie 2002
  - meilleure direction artistique : André-Line Beauparlant
  - meilleur dessin de costumes : Sophie Lefebvre
  - meilleure réalisation : Bernard Émond
  - meilleur acteur dans un second rôle : Michel Forget
- Prix Jutra 2002 :
  - meilleur film : Bernadette Payeur
  - meilleure direction artistique : André-Line Beauparlant
  - meilleur acteur de soutien : Luc Picard
  - meilleur montage : Louise Côté